# Bạch Nga
Bạch Nga hay Nga Trắng (tiếng Belarus: Белая Русь = Rus trắng) là một tên gọi lịch sử nhằm ám chỉ một vùng đất ở Đông Âu, bao gồm một phần lớn lãnh thổ miền Đông Belarus, tính cả các thành phố Polatsk, Vitsyebsk, Mogilev.
Trong tiếng Anh, Bạch Nga (White Russia) ám chỉ Belarus "trong quá khứ" như đã đề cập. Trong các ngôn ngữ khác, Bạch Nga ám chỉ Belarus ngày nay.
Từ "Bạch Nga" có nhiều nghĩa khác nhau (và dễ gây lầm lẫn) xuất hiện trong và sau thời kỳ của Cách mạng tháng Mười Nga và trong nhóm Bạch vệ hay Белоэмигрант. Một số người dân Belarus xem từ "Bạch Nga" là một từ ngữ mang ý xúc phạm vì nó liên quan tới mối liên hệ mà họ cho là ép buộc giữa Belarus và Nga.

## Ý nghĩa của cái tên "Bạch Nga"

Huy hiệu của tỉnh Polatsk: một kỵ sĩ Pahonia với nền trắng

"Bạch Nga" là cách dịch theo nghĩa đen - mặc dù không hoàn toàn chính xác - của từ Белая Русь (Belaya Rus). Vấn đề phát sinh từ đây: cách dịch "Bạch Nga" khiến người ta dễ lầm tưởng vùng đất này là một phần của Liên bang Nga; trong khi đó "Nga" (Rossiya) là một tên gọi dân cư bắt nguồn từ một tên cổ là Русь (Rus) hay Рутения (Ruthenia) (xem thêm Từ nguyên của Rus và các từ bắt nguồn từ nó, Từ nguyên của cái tên Belarus).
Ruthenia là phiên bản La Tinh hóa của chữ Rus', một vùng đất nằm ở Đông Âu với cư dân chủ yếu là người Xlavơ và là cái nôi của Nga Kiép, một quốc gia tồn tại từ thế kỷ thứ 9 đến thế kỷ thứ 12 mà lãnh thổ của nó bao trùm lãnh thổ các quốc gia Belarus, Ukraina, Nga và miền Đông Ba Lan ngày nay.
Mặc dù Belarus thường được dịch là "Bạch Nga" hay "Nga Trắng" trong nhiều ngôn ngữ hiện đại (nhất là trong các ngôn ngữ Giécmanh) do nhiều nguyên nhân lịch sử, việc xem "Rus'" tương đồng với "Russia" (Nga) bị nhiều nhà sử học phản đối. Nhất là nhiều người Belarus hiện nay cho rằng việc đánh đồng "Rus" với "Nga" là một sự tổn hại cho nền độc lập tự chủ của Belarus, nhất là xét trong bối cảnh nhiều học thuyết của Đế quốc Nga và Liên Xô bắt đầu khơi gợi lại sự thống nhất của "một nước Nga không thể bị chia cắt" như xưa.
Tuy nhiên, trong nhiều ngôn ngữ thì "Nga" và "Rus" được phân biệt khá rõ ràng. Ví dụ:
- Tiếng Ba Lan: Białoruś ám chỉ Bạch Nga và Rosja ám chỉ Nga;
- Tiếng Ukraina: Білорусь (Bilorus) ám chỉ Bạch Nga và Росія (Rosia) ám chỉ Nga;

Trong nhiều ngôn ngữ khác thì hai khái niệm Rus và Nga không được phân biệt rõ ràng. Ví dụ như trong tiếng Đức, Belarus vẫn được gọi là "Bạch Nga" (Weißrussland), mặc dù trong các văn bản chính thức (ví dụ như các văn kiện ngoại giao) thì ngưới Đức vẫn dùng chính xác cái tên "Belarus". Ngay cả trong một số trường hợp "trang trọng" thì cái tên "bình dân" Bạch Nga vẫn được dùng, ví dụ như Thủ tướng Đức Angela Dorothea Merkel khi phát biểu tại Hội nghị Cấp cao của Liên minh châu Âu vào tháng 3 năm 2007 vẫn dùng cái từ "Bạch Nga" (Weißrussland). Tương tự, trong tiếng Hà Lan thì cái tên "Bạch Nga" (Wit-Rusland) vẫn rất thông dụng và tiếng Na Uy cũng thế (Hviterussland).

## Lịch sử

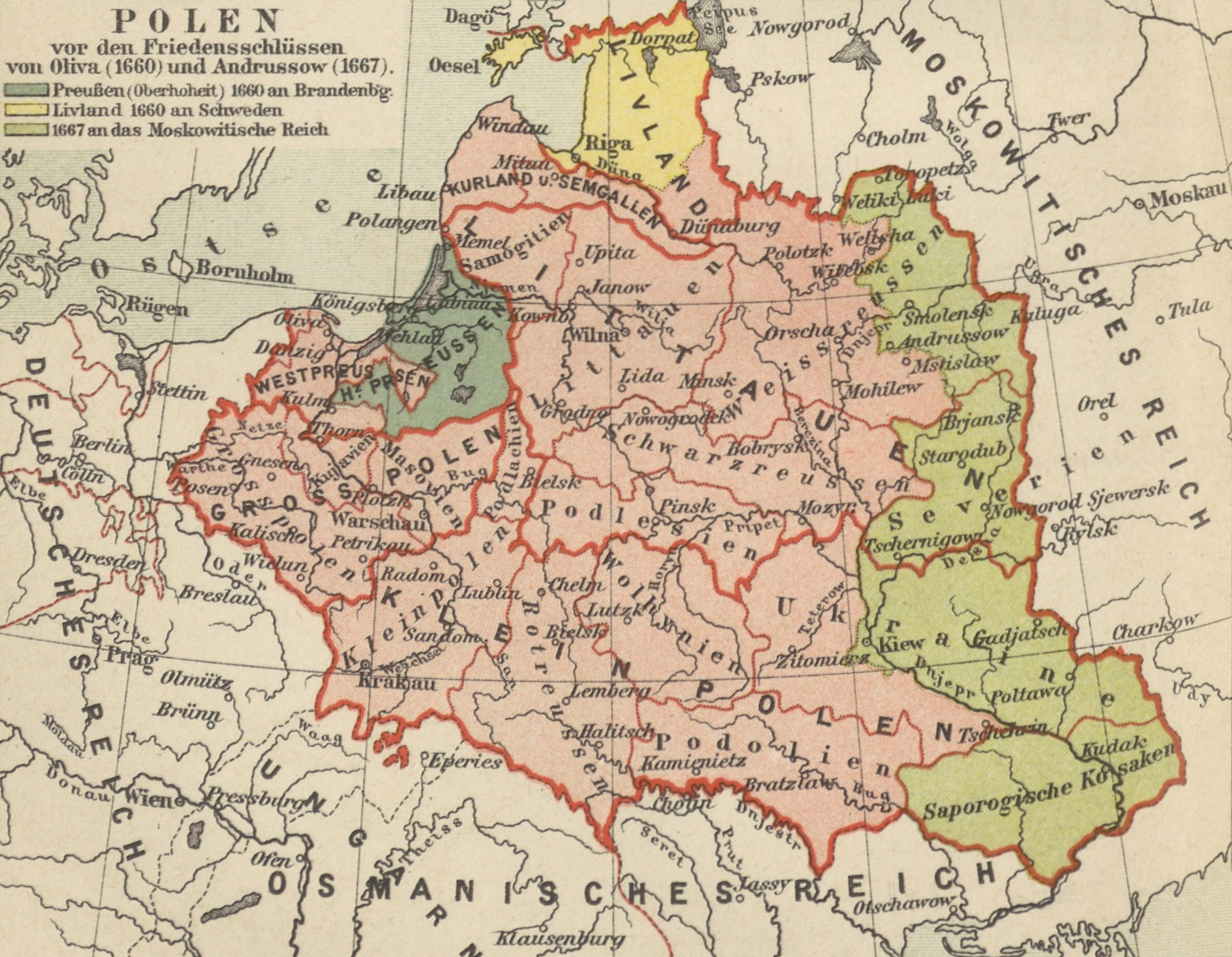
Bản đồ về Ba Lan do người Đức soạn thảo năm 1660, trong đó miêu tả phần "Bạch Nga" nằm trong lãnh thổ Ba Lan.

Nhiều cách gọi tên vùng đất này được tìm thấy trong các bản đồ cổ, có thể kể ra như: Russia Alba, Russija Alba, Wit Rusland, Weiss Reussen, White Russia, Hvite Russland, Hvíta Rússland, Weiss Russland, Ruthenia Alba, Ruthenie Blanche và Weiss Ruthenien (Weißruthenien). Phạm vi lãnh thổ của Bạch Nga cũng không được thống nhất và rõ ràng là khác xa so với "Bạch Nga" Belarus hiện nay - thậm chí nhiều tài liệu còn sáp nhập cả Novgorod vào lãnh thổ của khái niệm "Bạch Nga".
Chỉ đến cuối thế kỷ thứ XVI thì Bạch Nga mới trở thành cái tên ám chỉ cho vùng đất tương ứng với lãnh thổ Belarus ngày nay. Suốt một thời gian dài sau thời điểm đó người dân Bạch Nga được gọi với cái tên là Litvin - có nghĩa là người Litva - vì lãnh thổ của Bạch Nga đã bị sáp nhập vào Đại công quốc Lietuva từ thế kỷ thứ 13,14. Một cái tên khác để ám chỉ họ là Ruthenia vì những vùng lãnh thổ này xưa kia thuộc các công quốc Ruthenia.
Nguồn gốc của cái tên này - có lẽ bắt đầu từ tận thế kỷ 14 - đến nay vẫn chưa được rõ ràng Từ điển của Vasmer cho rằng việc phân biệt giữa những ruộng đất "trắng" và ruộng đất "bị đánh thuế" ở Domostroi có thể gợi ý rằng "Bạch Nga" ám chỉ những vùng lãnh thổ Nga không bị nằm dưới sự khống chế của Hãn quốc Kim trướng. Vasmer cũng cho rằng màu sắc của trang phục người dân Bạch Nga (và có thể cả màu tóc của họ) đã góp phần làm nên cái tên này. Nhưng Trubachev lại cho cả hai giả thuyết của Vasmer là "hoàn toàn hoang đường".
Một khả năng khác là "màu trắng" trong cái tên Bạch Nga có ý nghĩa chỉ vị trí địa lý: màu trắng là một trong 4 màu dùng để chỉ bốn hướng Đông Tây Nam Bắc mà các dân tộc Xlavơ và Trung Á hay dùng. Ở đây màu trắng ám chỉ phương Bắc. Cụ thể, chiếc cột trụ thần Svitovyd của người Xlavơ cổ có 4 màu khác nhau ở 4 mặt: màu Trắng ở hướng Bắc (ứng với Bạch Nga), màu đỏ ở hướng Tây (ứng với Hồng Nga - Chervona Rus' ), màu Lục ở hướng Đông (ứng với Ukraina Lục - Zelenyji klyn) và màu Đen ở hướng Nam (ứng với Hắc Nga - Chornaya Rus'). Tuy nhiên cách giải thích này khiến việc xác định vị trí địa lý chính xác của hướng Nam - Hắc Nga - trở nên rất rắc rối. Hiện nay Hắc Nga được cho là các phần lãnh thổ Tây Bắc Belarus: Hrodna, Slonim, Navahrudak, Vaukavysk và một phần khu vực Minsk
Một số dân tộc Xlavơ khác cũng được ám chỉ bằng màu sắc ví dụ như:
1. Người Croatia có ba màu Trắng, Đỏ và Đen. Croat Trắng và Croatia Trắng là khu vực lãnh thổ Croatia giáp Đông Nam Ba Lan và Tây Ukraina, nằm phía Nam dãy Carpath. Croat Đỏ và Croatia Đỏ nằm ở khu vực phía Tây sông Đông. Croat Đen thì nằm ở Tây Bắc Cộng hòa Séc.
2. Người Sorb thì có màu Trắng (Sorb Trắng) ám chỉ số dân cư Sorb sống ở miền Đông Nam nước Đức.

Một giả thuyết nữa là cái tên Bạch Nga có nguồn gốc từ việc các Nga hoàng muốn phân biệt họ với La Mã và Đế quốc Đông La Mã, dựa trên học thuyết cho rằng Nga là "La Mã thứ ba" - là người thừa kế trực tiếp di sản của đế quốc La Mã và đế quốc Đông La Mã. Tác phẩm Rerum Moscoviticarum Commentarii của Sigismund von Herberstein cho rằng các nguyên thủ của Đại công quốc Moskva dùng màu trắng để phân biệt họ với La Mã (màu tía) và Đông La Mã (màu đỏ). Chính vì vậy Nga hoàng cũng được gọi là "Bạch Nga hoàng". Tác phẩm Rerum Moscoviticarum Commentarii của Sigismund cụ thể viết: Sunt qui principem Moscovuiae Album Regem nuncupant. Ego quidem causam diligenter quaerebam, cur Regis Albi nomine appellaretur, hay Weisse Reyssen oder weissen Khünig nennen etliche unnd wöllen damit ain underscheid der Reyssen machen.
Bản thân các Nga hoàng cũng thường được gọi là "Đại Bạch Nga hoàng", trong khi đó bản thân họ tự xưng mình là: "Đấng cầm quyền chuyên chính Toàn Nga: Đại Nga, Tiểu Nga, và Bạch Nga". Danh hiệu đó cùng với cái tên "Bạch Nga hoàng" được sử dụng cho đến tận khi chế độ quân chủ chuyên chế Nga hoàng sụp đổ năm 1917. Một điều đáng nói là cái tên Bạch Nga về sau lại được dùng để ám chỉ các nhóm Bạch vệ phản cách mạng chống lại chính quyền Xô Viết công nông.